# Auldgirth
Auldgirth ist eine Ortschaft in der schottischen Council Area Dumfries and Galloway. Sie liegt rund 13 Kilometer nordwestlich von Dumfries am linken Ufer des Nith.

## Geschichte
In den 1780er Jahren wurde mit der direkt westlich der Ortschaft gelegenen Auldgirth Bridge eine bedeutende Querung des Nith geschaffen. Heute ist die Brücke als Denkmal der höchsten Kategorie A geschützt. Im 19. Jahrhundert befand sich Auldgirth eine eigene Poststation sowie das die Wegstation Auldgirth Inn. Rund drei Kilometer südlich befindet sich die Ellisland Farm, ein Bauernhof, auf dem einst der Poet Robert Burns lebte. Der westlich gelegene Landsitz Blackwood House geht auf ein Tower House zurück.

## Verkehr
Die A76 (Dumfries–Kilmarnock) tangiert Auldgirth und bindet die Ortschaft an das Fernverkehrsstraßennetz an. Im 19. Jahrhundert erhielt Auldgirth einen eigenen Bahnhof entlang der Glasgow and South Western Railway. Der Bahnhof wurde jedoch 1952 aufgelassen.